# Manor (ort i Indien)
Manor är en ort i Indien.   Den ligger i distriktet Thane och delstaten Maharashtra, i den västra delen av landet, 1 100 km söder om huvudstaden New Delhi. Manor ligger 19 meter över havet och antalet invånare är 8 918.
Terrängen runt Manor är varierad. Runt Manor är det tätbefolkat, med 442 invånare per kvadratkilometer. Närmaste större samhälle är Pālghar, 15,4 km väster om Manor. I omgivningarna runt Manor växer huvudsakligen savannskog.